# (3381) Mikkola
(3381) Mikkola es un asteroide perteneciente al cinturón de asteroides, descubierto el 15 de octubre de 1941 por Liisi Oterma desde el Observatorio de Iso-Heikkilä, en Turku, Finlandia.

## Designación y nombre
Designado provisionalmente como 1941 UG. Fue nombrado Mikkola en honor al astrónomo finlandés Seppo Mikkola.
Mikkola es un asteroide de tamaño mediano que orbita entre Marte y Júpiter en la parte principal del cinturón de asteroides. El JPL de la NASA no lo ha clasificado como potencialmente peligroso porque su órbita no lo acerca a la Tierra.
Mikkola orbita el Sol cada 1400 días (3,83 años), acercándose hasta 1,95 UA y alejándose hasta 2,96 UA. Mikkola tiene un diámetro aproximado de 3,8 kilómetros, lo que lo hace más grande que el 99 % de los asteroides, comparable en tamaño a la isla de Manhattan.